# 神戸 - 高松線
神戸 - 高松線（こうべ - たかまつせん）は、兵庫県神戸市（一部大阪府大阪市）と香川県高松市を結ぶ昼行高速バス路線である。
全便座席指定制のため、乗車には予約が必要。

## 概説
神姫バスではハーバーライナー、四国高速バスではさぬきエクスプレス神戸（さぬきエクスプレスこうべ）、JRバス（西日本ジェイアールバス、ジェイアール四国バス）では高松エクスプレス神戸号（たかまつエクスプレスこうべごう）とそれぞれ異なる愛称となっているが、高松エクスプレス京都号や大阪 - 高松線と同じく民鉄系（神姫バス・四国高速バス）と、JR系（西日本ジェイアールバス、ジェイアール四国バス）できっぷ・回数券の共通化、予約・発券場所の共通化、時刻表の共通化を行っていて、事実上同一路線である。ただし1999年の運行開始から2002年の共同運行化まではハーバーライナー／さぬきエクスプレス神戸号と高松エクスプレス神戸号は競合関係にあった。2009年9月までは丸亀駅発着路線もあったが、現在は四国高速バスが単独運行するさぬきエクスプレス大阪（丸亀発着便）として分離され、大阪発着ながらも神戸を経由する。
本路線とほとんど重複するUSJ・神戸三宮 - 高松・国分寺間に緑色の高速バスが走り、一部車両には「高松エクスプレス」とペイントされているが、こちらは別会社かつ神戸フットバスという路線名の競合路線で回数券・割引券等は共通利用できない。詳しくは当該ページを参照。

## 運行会社
ハーバーライナー
- 神姫バス（神戸営業所）

さぬきエクスプレス神戸
- 四国高速バス（高松営業所）

高松エクスプレス神戸号
- 西日本ジェイアールバス（神戸営業所）
- ジェイアール四国バス（高松支店）

## 運行経路および停車停留所
- 大阪府・兵庫県内の区間のみ、徳島県・香川県内の区間のみの利用は不可。
- 神姫バス運行便も含めて、全便が三宮バスターミナル（ミント神戸1F）での客扱いとなる。神姫三ノ宮バスターミナルでの客扱いを行わない。
- 緑PAなどで途中休憩あり[注 2]。
- ※ユニバーサル・スタジオ・ジャパン (USJ) 発着便は3往復。そのうち2往復は新神戸駅停留所を通過する。

```
（
ユニバーサル・スタジオ・ジャパン (USJ)※
  - ）
新神戸駅※
 - 
三宮バスターミナル
（ミント神戸） - 
高速舞子
 - 
鳴門西
 - 
高速引田
 - 
高速大内
 - 
高速津田
 - 
高速志度
 - 
高速三木
 - 
高松中央インターバスターミナル
 - 
ゆめタウン高松
 - 
栗林公園
前 - 
県庁通り
 - 
高松駅
```

- 運行経路：（大阪市内一般道 - 阪神高速5号湾岸線 - ハーバーハイウェイ -）神戸市内一般道 - 阪神高速3号神戸線 - 第二神明道路 - 阪神高速5号湾岸線 - 神戸淡路鳴門自動車道 - 高松自動車道 - 国道11号 - 国道30号 - 高松市内一般道
  - 神戸市内では道路状況により、国道2号、阪神高速7号北神戸線などに迂回することがある。

## 運行回数
- 1日12往復（各社とも3往復。）

## 歴史
- 1999年（平成11年）
  - 12月20日 - 神姫バス・四国高速バスがハーバーライナー/さぬきエクスプレス神戸（神姫三ノ宮バスターミナル - 高松駅・坂出駅間）を、西日本ジェイアールバス・四国旅客鉄道（当時）が高松エクスプレス神戸号（新神戸駅・三ノ宮駅 - 高松駅間）[1]の運行開始。当初は共同運行ではなく、競合路線であった。
    - 運行経路は高松駅まではいずれも阪神高速3号神戸線 - 第二神明道路 - 神戸淡路鳴門自動車道[1] - 国道11号（途中JR三本松駅に停車[1]） - 高松東道路（専用部～一般部） - 国道11号 - 高松市道福岡林線（現在当該区間は香川県道43号中徳三谷高松線に編入） - 香川県道10号高松長尾大内線別線（現在当該区間は香川県道272号高松志度線に編入） - 高松市道花ノ宮木太線（現在当該区間は香川県道272号高松志度線に編入） - 中央通り。
- 2001年（平成13年）
  - 3月30日 - 高松自動車道板野 - 津田東間・さぬき三木 - 高松中央間の開通に伴いルート変更。高速道路上のバス停及び高松中央インター口（現在の高松中央インターバスターミナルとは異なり、同ICの北側にあった）を供用開始。
    - 運行経路は神戸淡路鳴門自動車道 - 徳島県道12号鳴門池田線 - 高松自動車道（高松東道路専用部を含む） - 香川県道43号中徳三谷高松線 - 高松市道花ノ宮木太線 - 中央通り。
- 2001年（平成13年）
  - 12月20日 - 丸亀バスセンター開業。ハーバーライナー/さぬきエクスプレス神戸の一部を丸亀発着に変更。
- 2002年（平成14年）
  - 7月22日 - 高松道鳴門IC - 板野IC開通により経路変更。鳴門西停留所を新設。
  - 11月1日 - 運行経路を小変更。ゆめタウン高松、高松中央インター南停留所を新設、高松中央インター口停留所を廃止。神姫バス・四国高速バス陣営とJR陣営が共同運行となる。高松エクスプレス神戸号の一部を丸亀発着に変更。
- 2005年（平成17年）
  - 7月17日 - 一部停留所の運賃を引き下げ。
  - 9月1日 - 高速舞子（神姫バス、四国高速バス便のみ）、高松中央インターバスターミナル（ただし乗車のみで、高松中央インター南停留所はこの時点ではそのまま）、栗林公園前停留所を新設。
  - 12月1日 - 全便が高速舞子に停車。
- 2006年（平成18年）
  - 4月1日 - 2往復が指定日のみ琴平駅発着になる 。
  - 7月1日 - 高松中央インターバスターミナル降車停留所新設。高松中央インター南停留所廃止。
  - 8月20日 -　22往復に増便。全便が三ノ宮駅経由新神戸駅発着になる。下り便のうち5本は高速舞子通過になる。
  - 10月11日 -　三宮バスターミナルの乗降場がミント神戸1F内のバスターミナルに変更となる。
- 2007年（平成19年）
  - 2月26日 - 高速三木停留所を新設。
- 2009年（平成21年）
  - 4月1日 - 坂出駅・丸亀BTでの客取り扱いを廃止、坂出IC・善通寺ICに停留所を設け、客扱いを開始する。また高松道のバス停や高松近辺を経由しない直行便を運転開始する（神姫・四高）。また観音寺駅まで運転する「観音寺エクスプレス神戸号」（JR系、こちらも直行便の設定あり）が登場する。また、それまで途中休憩はなかったが、JRバス便のみ緑PAでの休憩を開始した。
  - 10月1日 - 坂出・丸亀・観音寺駅発着便が全て直行便になる。特定便の琴平駅発着を廃止。
- 2011年（平成23年）
  - 6月1日 - 一部便がユニバーサル・スタジオ・ジャパン (USJ) 発着となる。
- 2012年（平成24年）
  - 4月1日 - 全便が高松駅発着となる。
- 2013年（平成25年）
  - 4月20日 - ジェイアール四国バス担当便のうち、土・日・祝日の1往復が神戸アンパンマンミュージアム前に停車開始。
- 2015年（平成27年）
  - 7月1日 - 神戸アンパンマンミュージアム前停留所を廃止（実質的には6月28日乗車分が営業最終日）。
- 2019年（平成31年・令和元年）
  - 4月1日 - 西日本JRバス担当の1往復（高松発最終便を含む）が土日祝日のみの運行となる。
  - 6月20日 - 競合社対策として発売されていた割得回数券を廃止。
- 2022年（令和4年）
  - 9月1日 - この日から運休中の高松 - 関西空港線の救済措置として当路線と神戸からの関西空港リムジンバスとの乗継割引乗車券を取り扱い開始した[2][3]。

## 車両
路線開設時、西日本ジェイアールバスと四国旅客鉄道においては、既にダブルトラック路線であったことから、最悪の場合は撤退することも考慮し、完全に新車に揃えずに一部は他路線で使用されていた三菱ふそう・エアロクィーン2代目の初期・中期型、いすゞ・スーパークルーザーなどの古参車も定期運用に入っていた。しかし、2003年から2005年にかけて西日本ジェイアールバスとジェイアール四国バスでは新車が追加投入され、他路線から転用されていた古参車がほとんど置き換えられた。
四国高速バスなどでも2008年からは、2009年からの大阪府のディーゼル車規制条例の規制をクリアできない古参車が順次置き換えられた。
両グループとも、2000年代後半から路線開設時に導入された車両が順次新車に置き換えられている。
各社とも原則はハイデッカー車（続行便の一部車両はスーパーハイデッカー車）で運行。各社の主な使用車種は以下のとおり。

### 現在の使用車両
- 神姫バス：三菱ふそう・エアロエース、三菱ふそう・エアロバス
- 四国高速バス：日野・セレガ(2代目)、三菱ふそう・エアロエース、三菱ふそう・エアロバス
- 西日本ジェイアールバス：日野・セレガ(2代目)、いすゞ・ガーラ（2代目）、三菱ふそう・エアロエース 、三菱ふそう・エアロバス
- ジェイアール四国バス：三菱ふそう・エアロエース、三菱ふそう・エアロバス、日野・セレガ(2代目)

### 過去の使用車両
- 四国高速バス：日野・セレガ（初代）、日野・セレガR、三菱ふそう・エアロクイーン（初代、2代目）
- 西日本ジェイアールバス：三菱ふそう・エアロクィーン（2代目）、日野・セレガ（初代）、日野・セレガR、いすゞ・ガーラ（初代）
- ジェイアール四国バス：三菱ふそう・エアロクイーン（2代目）、いすゞ・スーパークルーザー

### 車内設備
- 4列リクライニングシート（四国高速バス担当の1往復のみ3列シート）
- トイレ
- フットレスト（四国高速バスの空港リムジン用を除く全車両、JR四国バスの一部車両）
- 座席間のアームレスト（四国高速バス・ジェイアール四国バスのほとんどの車両に装備。西日本ジェイアールバスでもこれを装備した青春ドリーム号用の車両が運用に入る場合がある。）

## 特記事項
バスの乗車券はチケットセンター、コンビニ（ローソン、ファミリーマート、セブン-イレブン、ミニストップなど）、旅行会社で事前に購入する。電話・インターネットで予約ができる。
西日本JRバス・ジェイアール四国バス運行便は全国のみどりの窓口（マルス端末）でも乗車券が購入できたが、2012年3月31日乗車分をもって終了した。